# Slot Moyland

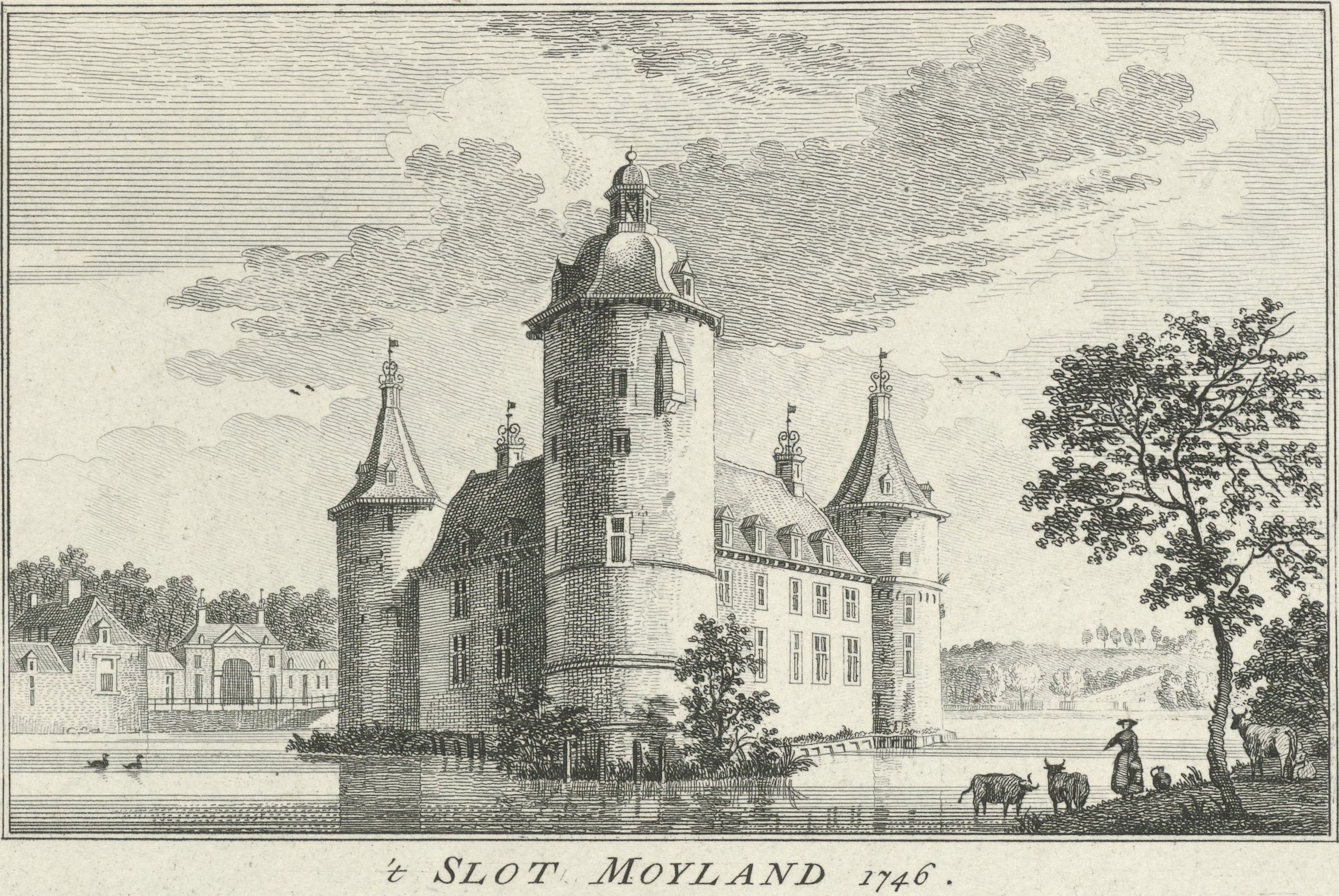
Slot Moyland, 1746

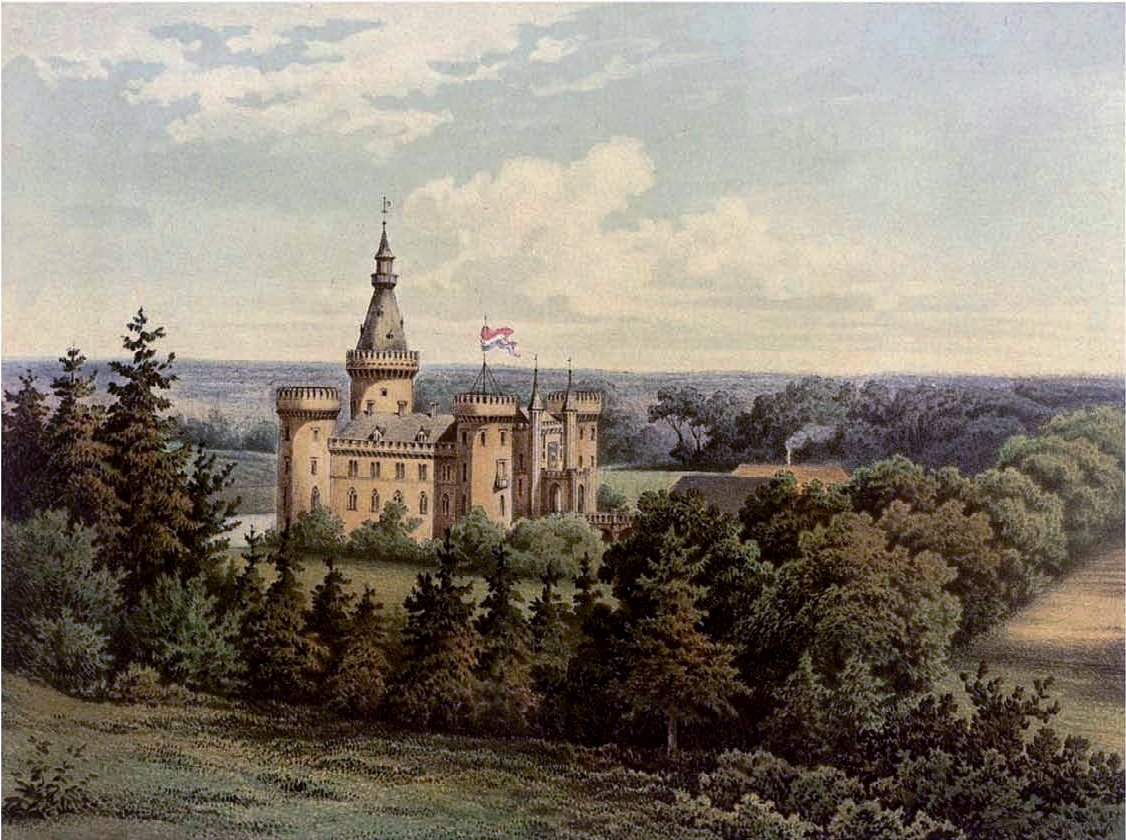
Slot Moyland, ca 1870

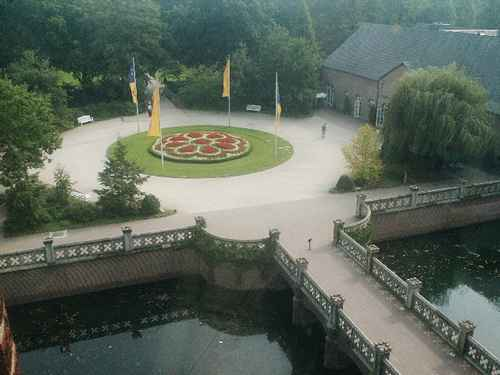
Slot Moyland Kutschenrondell

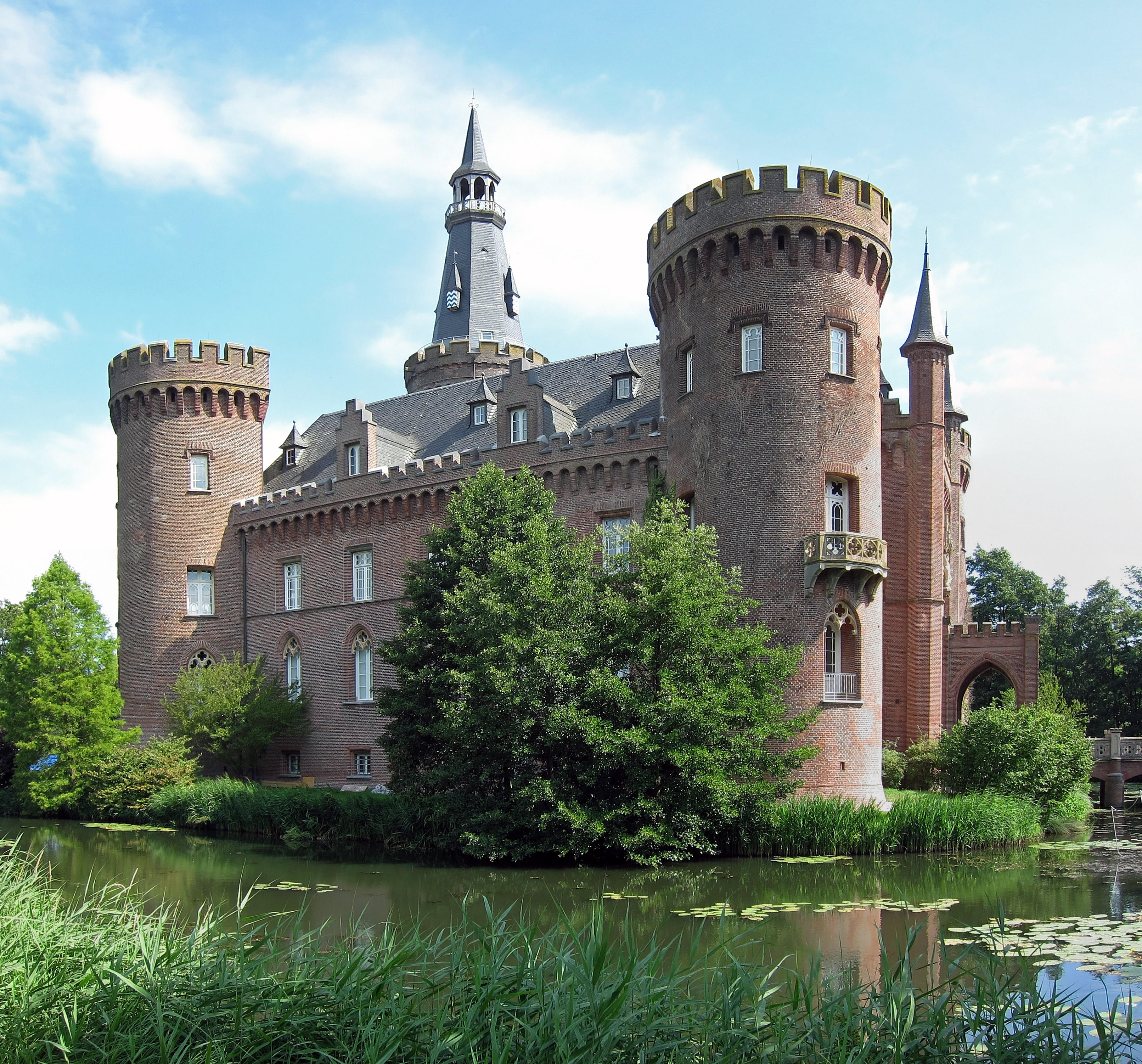
Slot Moyland, waterslot

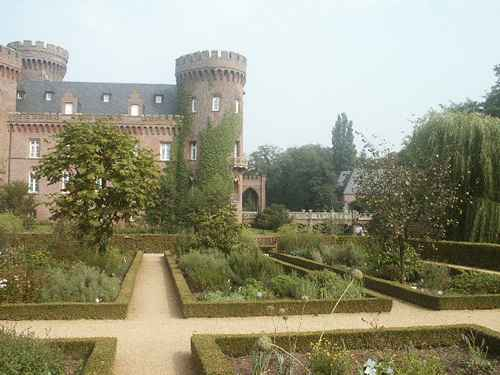
Slot Moyland gezien vanuit de kruidentuin

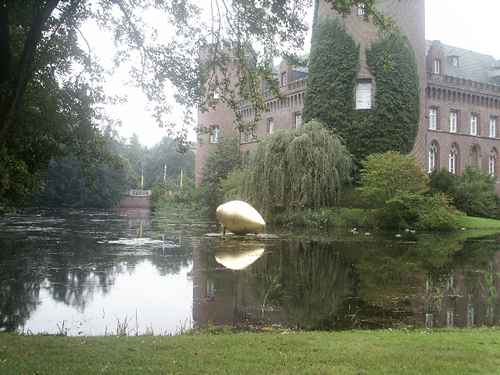
Slotgracht met sculptuur The Spinning Oracle from Delphi van James Lee Byars

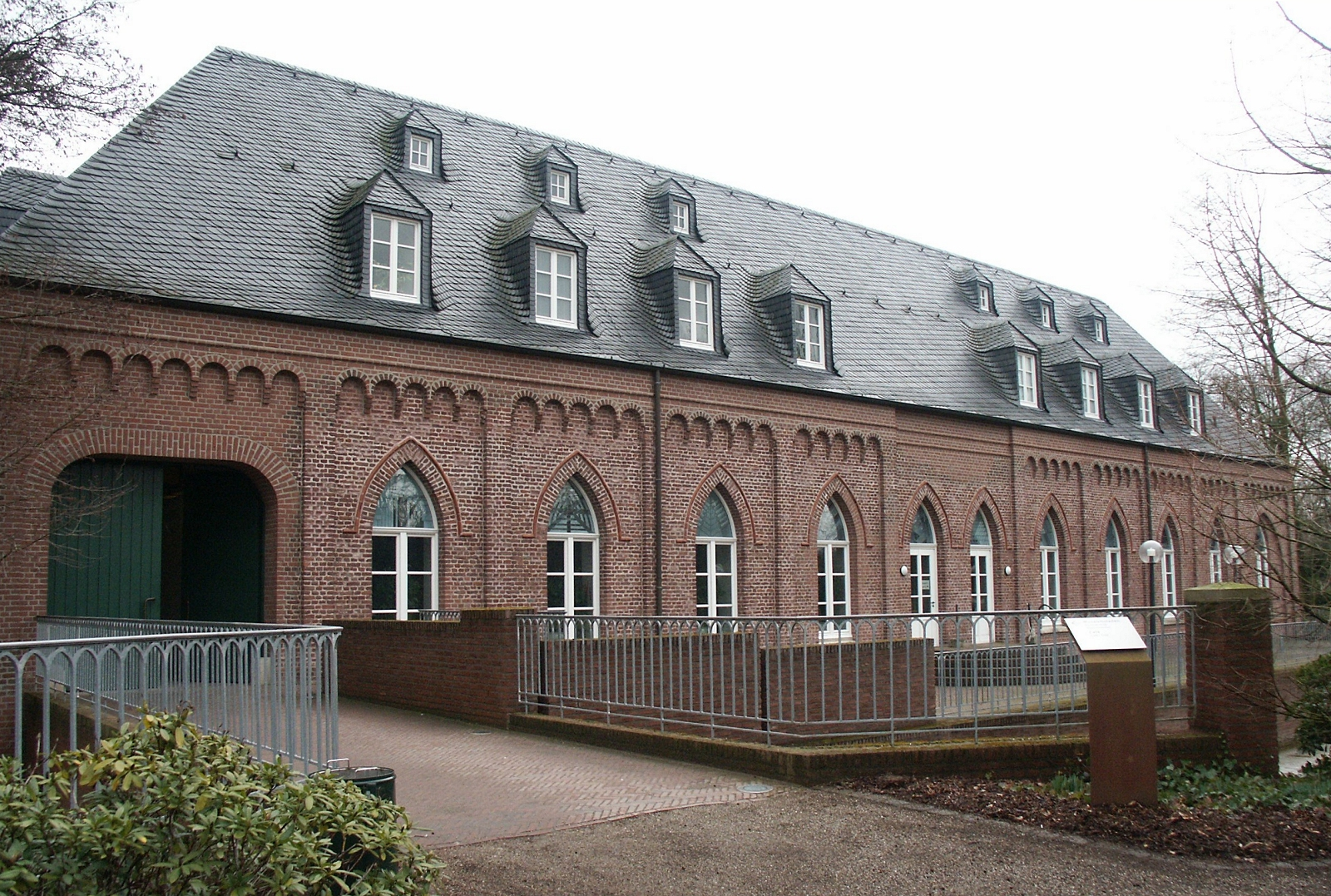
Alte Vorburg (parkzijde)

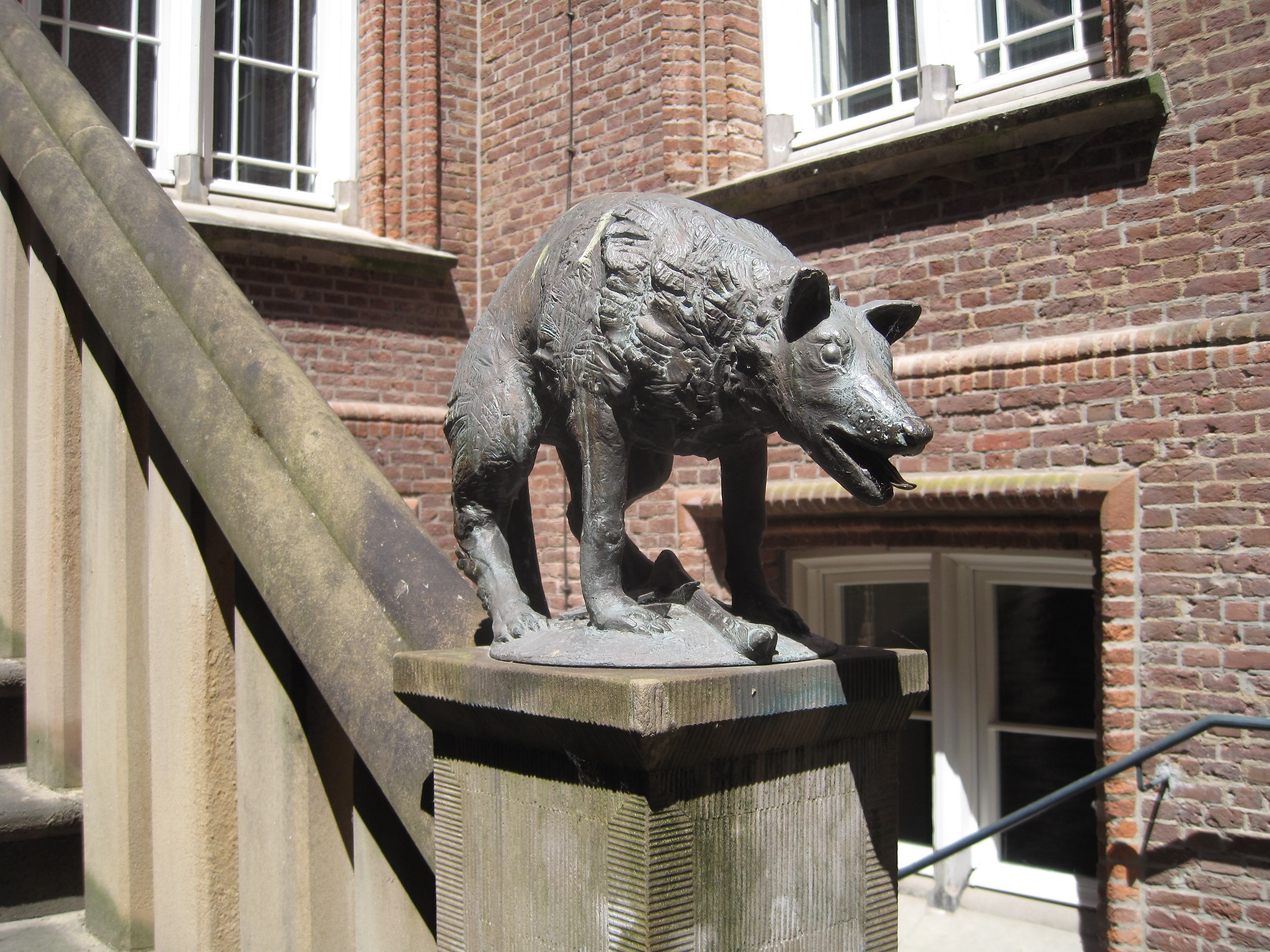
Beeld bij de ingang

Slot Moyland (Duits: Schloss Moyland) is een neogotisch kasteel in de gemeente Bedburg-Hau nabij Kleef in Duitsland. Het ligt in het dorp Till-Moyland. Het waterslot is als Museum Schloss Moyland opengesteld voor het publiek. De tentoonstellingshal in de rechter voorburcht wordt gebruikt voor wisselende exposities van hedendaagse kunst en behoort tot de grootste in Noordrijn-Westfalen.

## Geschiedenis van het kasteel
Moyland wordt voor het eerst genoemd in een historisch document uit 1307. 
Van 1662-1695 was de familie Alexander van Spaen eigenaar van Slot Moyland. In 1695 verkocht zijn oudste zoon het slot aan Frederik III, de keurvorst van Brandenburg. Deze gebruikte het slot voor ontmoetingen met Katharina Ryckers (1670-1734) uit Emmerik. In 1740 ontmoette zijn kleinzoon Frederik de Grote hier voor de eerste maal de Franse filosoof Voltaire.
In 1766 verkocht Frederik de Grote het kasteel aan de raadpensionaris van Zeeland, Mr. Adriaan Steengracht (1731-1770), heer van Souburg, Grijpskerke en Poppendamme (generatie XVI). Bij de overdracht op 6 en 14 februari 1768 werd bepaald dat de goederen in Moyland en Till enkel in mannelijke lijn konden vererven. De enige zoon, Jhr. Mr. Galenus Dignus Steengracht (1764-1839) werd na het overlijden van zijn vader Adriaan in 1770 de nieuwe eigenaar. Deze Galenus Dignus stierf in 1839 echter kinderloos, waardoor het bezit volgens de oude afspraken toekwam aan diens neef, Jhr Mr. Nicolaas Steengracht van Oosterland (1754-1840) te 's-Gravenhage. Al binnen een jaar kwam de Moylandse goederen toe aan diens zoon, Jhr. Mr. Johan Steengracht (1782-1846), die daardoor heer werd van Oosterland, Sir Jansland, Oosterstein, Moyland, Till, Ossenbruch en Oostcapelle. In mannelijke lijn (fidei commissair) gingen de Moylandse en Tillse bezittingen weer over naar diens oudste zoon, Jhr. Nicolaas Johan Steengracht (generatie XIII), heer van Moyland en Till.
Rond 1860 werd het slot aangepast en kreeg het een neogotisch uiterlijk. Slot Moyland raakte bij het eind van de Tweede Wereldoorlog zwaar beschadigd, en het duurde lange tijd voordat er een oplossing gevonden werd om de ruïne weer op te bouwen. Op 11 juni 1990 werd de Stiftung Schloss Moyland opgericht door de deelstaat Noordrijn-Westfalen, de gebroeders Van der Grinten, en de familie Von Steengracht.

### Steengracht
De meest recente bewoner van Slot Moyland is Adriaan baron Steengracht von Moyland, heer van Moyland, Ossenbruch en Till (1936). Hij woont met zijn familie nabij het slot in een op het landgoed gelegen huis.

## Museum Schloss Moyland
Museum Schloss Moyland, Sammlung Van der Grinten, Joseph Beuys Archiv des Landes NRW werd in 1997 geopend, na een grondige restauratie en herinrichting, die door deelstaat, regio en gemeente gecofinancierd werd. Het jaar 2007 was een lustrumjaar. Er waren festiviteiten met onder andere een symposium over de bekende beeldhouwer en schilder Joseph Beuys. Verder werd de restauratie van de noordelijke toren afgerond door het plaatsen van een torenspits op basis van het historische ontwerp van Ernst Friedrich Zwirner uit het midden van de 19e eeuw.

### De collectie Van der Grinten
In het museum bevindt zich, naast een groot aantal kunstobjecten uit de 19e en 20e eeuw, 's werelds meest omvangrijke collectie met vroege kunstwerken van Joseph Beuys. Alle kunstwerken komen uit de verzameling van de gebroeders Van der Grinten, die hun werk inbrachten in de "Stichting Museum Slot Moyland, verzameling Van der Grinten, Joseph Beuys-archief van Noordrijn-Westfalen". Franz Joseph van der Grinten verzamelde samen met zijn broer Hans van der Grinten hedendaagse kunst, grafiek en beelden uit de laatste twee eeuwen en daarnaast ook jugendstil- en art-deco-keramiek, medailles, munten en kunst- en cultuurhistorische documentatie met name over de Nederrijnregio.
Bij de aanvankelijke inrichting van de zalen door de beide verzamelaars waren alle wanden compleet gevuld. Na de renovatie en de heropening is voor een nieuwe vorm van presentatie gekozen, waarin meer ruimte is voor de individuele werken, die in thematische wisseltentoonstellingen worden getoond.

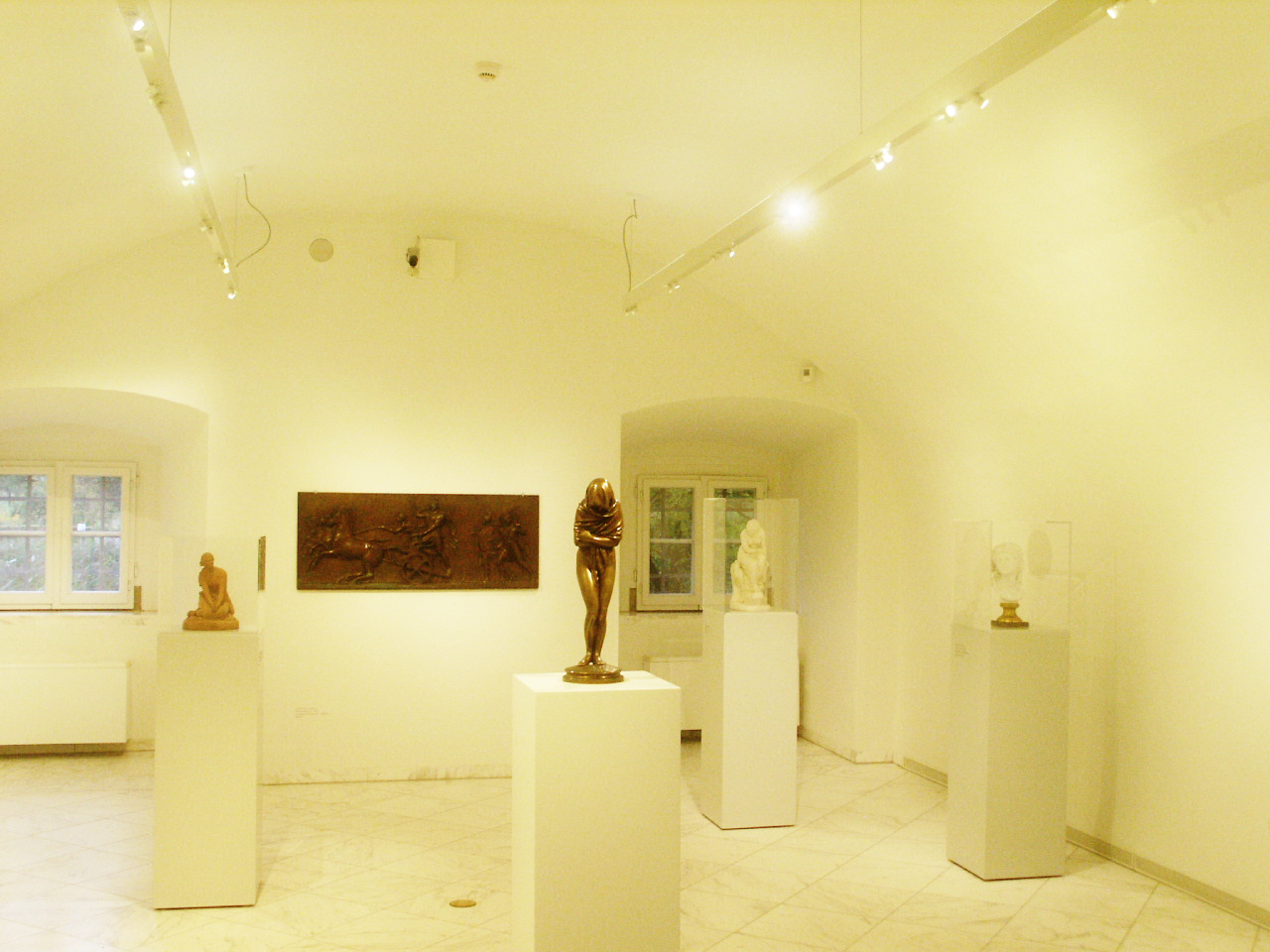
Zaal in de sculpturenkelder
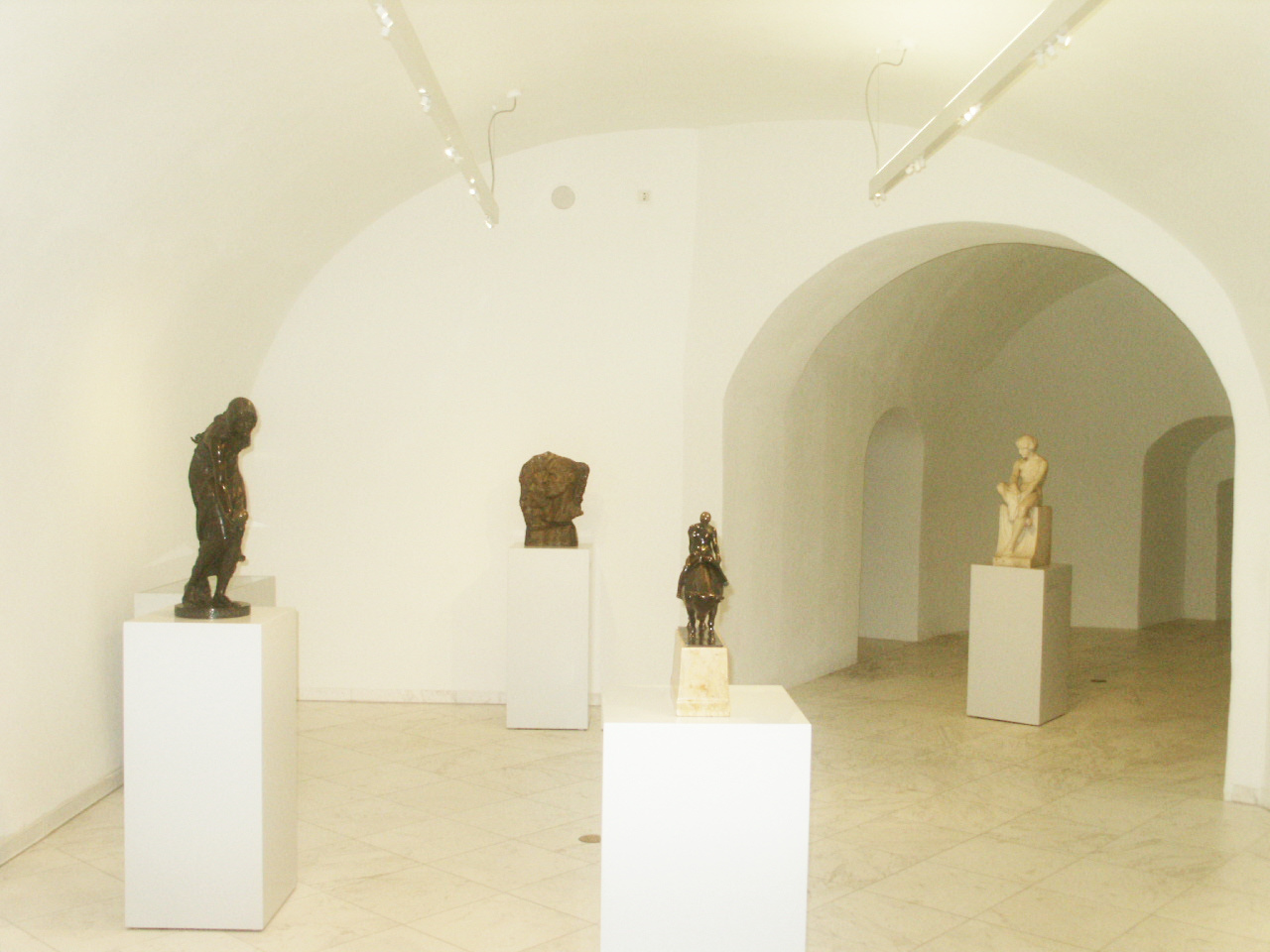
Zaal in de sculpturenkelder

### Joseph Beuys-archief
In de nieuwe voorburcht bevinden zich het Joseph Beuys-archief en een wetenschappelijke bibliotheek met talloze geschriften over beeldende kunst van de laatste twee eeuwen, met bijzondere aandacht voor de cultuur van de regio Nederrijn. Het Joseph Beuys-archief van Noordrijn-Westfalen documenteert de receptie van Joseph Beuys in de media en is gelieerd aan de kunstacademie Düsseldorf.

### Het beeldenpark en de kruidentuin
In het slotpark kan men wandelen door een beeldenpark en een educatieve kruidentuin.
Het beeldenpark toont kleine beelden, maar ook monumentale kunstwerken van internationale beeldhouwers, zoals Eduardo Chillida, Erwin Heerich, Gerhard Marcks, Kubach-Wilmsen. In de slotgracht bevindt zich onder andere het beeld Spinning Oracle from Delphi van James Lee Byars.
Voor concerten wordt de feestweide ingericht met podia, cateringtenten en zitgelegenheid. In de kruidentuin zijn een honderdtal verschillende kruidensoorten verzameld zoals keukenkruiden, geneeskruiden en kruiden uit de kloostertuin. Er worden rondleidingen gegeven met verschillende thematische zwaartepunten. Iedere zomer zijn er verschillende concerten in het park, bijvoorbeeld rock van Udo Lindenberg en jazz van Götz Alsmann. In de Kersttijd wordt een kerstmarkt met ambachtelijke en kunstzinnige producten gehouden.

### De vriendenvereniging
Het dagelijks onderhoud van de collectie wordt ten dele betaald uit opbrengsten die de vriendenvereniging van Slot Moyland verkrijgt uit lidmaatschappen en donaties. Deze vriendenvereniging (Duits: Förderverein) werd opgericht op 15 december 1987. Het museum bezit een aanzienlijke staf van vrijwilligers. De educatieve kant is de afgelopen jaren energiek aangepakt. Nieuwe aanwinsten voor het museum worden verworven met steun van de vriendenvereniging, die daartoe onder meer een zestal jaarprenten uitgeeft naast een museumtijdschrift en tentoonstellingscatalogi.

### Directeuren
De gebroeders Van der Grinten waren beiden vanaf 1990 tot hun respectievelijke pensionering de artistieke directeuren van het museum, verantwoordelijk voor het tentoonstellingsbeleid. Tussentijds artistiek directeur Peter Dehring vertrok na enkele jaren. Daarna bekleedde Bettina Paust van 2009 tot 2017 deze post. In 2017 kreeg Paust weer officieel de leiding van het Joseph Beuys Archief en was daarnaast plaatsvervangend artistiek directeur. De economisch directeur van het museum was gedurende meer dan twintig jaar Johannes Look. Hij werd al voor de officiële opening van het museum aangetrokken als zakelijk leider en ging in 2018 met pensioen. Sinds januari 2022 is Antje-Britt Mählmann de artistiek directeur. Zakelijk leider is Julia Niggemann.

### Tentoonstellingen
Markus Lüpertz had in 2006 een expositie met beelden en schilderijen in de tentoonstellingshal, die op de begane grond gevestigd is in de nieuw gebouwde voorburcht.

Andere exposities presenteerden werk van bijvoorbeeld Armando, Adolf Wölfli, Andy Warhol. De muzikant Beck voerde een fluxus werk op, dat bedacht was door zijn grootvader Al Hansen, de Yoko Ono Piano Drop. De actie bestond uit het over de rand van een balkon duwen van een piano. Bezoekers van de performance mochten na afloop een stuk van het wrak van de piano mee naar huis nemen.

## Overige
- Winston Churchill bezocht het slot kort voor het einde van de Tweede Wereldoorlog, in maart 1945 toen er een Engels legerhoofdkwartier was gevestigd (foto van dit bezoek bevindt zich in de collectie).
- Het museum nam deel aan het Duits/Nederlandse samenwerkingsverband Crossart.
- Tegenover het kasteel ligt een 18 holes golfbaan: Schloss Moyland Golfresort.